# Unione Sportiva Basket Recanati 2017-2018
Questa voce raccoglie le informazioni riguardanti l'Unione Sportiva Basket Recanati nelle competizioni ufficiali della Stagione 2017-2018.

## Roster
|    | Naz.              | Ruolo | Sportivo            | Anno | Alt. | Peso |  |
| -- | ----------------- | ----- | ------------------- | ---- | ---- | ---- |  |
| 8  | Italia (bandiera) | A     | Attilio Pierini     | 1981 | 201  | 95   |  |
| 9  | Italia (bandiera) | G     | Andrea Gurini       | 1990 | 190  |      |  |
| 10 | Italia (bandiera) | G     | Vincenzo di Viccaro | 1984 | 192  | 87   |  |
| 16 | Italia (bandiera) | AP    | Giacomo Gurini      | 1984 | 192  | 98   |  |
| 18 | Italia (bandiera) | AC    | Giorgio Broglia     | 1986 | 198  | 100  |  |

### Staff tecnico e dirigenziale
- Allenatore: Piero Coen
- Assistente:
- Preparatore Atletico: Mario Matricardi
- Medico: Daniele Massetti
- Medico: Daniele Massaccesi
- Fisioterapista: Marino Pelusi
- Ortopedico: Gabriele Caraffa

- Presidente:
- General Manager: Michele Paoletti
- Team Manager: Luca Sampaolo
- Responsabile Organizzativo: Mauro Zazzini
- Segretario: Giuliano Tridenti
- Responsabile sito Internet: Adriano Prosperi
- Responsabili statistiche: Raffaele Garofolo e Giorgio Pellegrini
- Responsabile Ufficio stampa: Giorgio Calvaresi

## Mercato
| Arrivi | Arrivi              | Arrivi                | Arrivi        |
| R      | Nome                | da                    | Modalità      |
| ------ | ------------------- | --------------------- | ------------- |
| G      | Andrea Gurini       | A.S.D. Tigers Basket  | fine prestito |
| AP     | Giacomo Gurini      | Fulgor Omegna         | definitivo    |
| G      | Vincenzo di Viccaro | Poderosa Montegranaro | definitivo    |
| C      | Giorgio Sbroglia    | Poderosa Montegranaro | definitivo    |

| Partenze | Partenze            | Partenze      | Partenze       |
| R        | Nome                | a             | Modalità       |
| -------- | ------------------- | ------------- | -------------- |
| AP       | Erik Rush           | Kleb Ferrara  | fine contratto |
| AP       | Federico Loschi     | Pall. Trieste | fine contratto |
| P        | Riccardo Bolpin     | Reyer Venezia | fine prestito  |
| AG       | Stefano Spizzichini | Trapani Shark | fine contratto |